# Royal Ixelles Sporting Club
À ne pas confondre avec le Ixelles Sporting Club, club qui participa au premier championnat de Belgique sous le nom de Sporting Club de Bruxelles, ni avec l'Union FC d'Ixelles, qui participa également au premier championnat de Belgique. Ces 2 clubs cessèrent rapidement leurs activités et disparurent avant la fondation du club dont il est question dans l'article.
Dernière mise à jour : 7 août 2017.
Le Royal Ixelles Sporting Club (ou R. Ixelles SC) est un des plus anciens clubs de football belge encore en activité. Il est localisé dans la ville d'Ixelles. Il est porteur du matricule 42. Ses couleurs sont le vert et le blanc.
Il évolua 25 saisons en série nationales, dont 15 au 3e niveau. Il évolue en première provinciale lors de la saison 2017-2018. 
Sur son logo, le club fait apparaître la mention "football" qui ne se trouve pas dans la dénomination du registre matriculaire de l'URBSFA. Cela afin de se différencier du club de Basket-Ball homonyne (R. Ixelles SC). Les deux associations n'ont rien en commun.

## Historique
- 1909 : Fondation du CLUB ATHLETIQUE CORPORE SANA D'IXELLES.
- 1913 : Le CLUB ATHLETIQUE CORPORE SANA D'IXELLES participa à la 2e édition de la Coupe de Belgique.
- 1926 : Le CLUB ATHLETIQUE CORPORE SANA D'IXELLES prit le nom de IXELLES SPORTING CLUB (Note:certaines sources citent "1929", mais les "statistiques" de la Fédération concernant les championnats nationaux en parlent dès "1926").
- 1926 : IXELLES SPORTING CLUB accéda pour la première fois aux séries nationales.
- 1926 : IXELLES SPORTING CLUB se vit attribuer le matricule 42.
- 1935 : IXELLES SPORTING CLUB fut reconnu Société Royale et prit le nom de ROYAL IXELLES SPORTING CLUB.
- 1967 : Le ROYAL IXELLES SPORTING CLUB fut relégué en séries provinciales. Il n'est plus remonté en séries nationales à ce jour.

## Résultats dans les divisions nationales masculines
Statistiques mises à jour le 21 juin 2013

### Bilan
| Niv | Divisions     | Jouées | Titres | TM Up | TM Down |
| --- | ------------- | ------ | ------ | ----- | ------- |
| I   | 1re nationale | 0      | 0      |       |         |
| II  | 2e nationale  | 0      | 0      |       |         |
| III | 3e nationale  | 15     | 0      |       | 1       |
| IV  | 4e nationale  | 10     | 0      |       |         |
| V   | 5e nationale  | 0      | 0      |       |         |
|     |               |        |        |       |         |
|     | TOTAUX        | 25     | 0      | 0     | 1       |

- TM Up : test-match pour départager des égalités, ou toutes formes de Barrages ou de Tour final pour une montée éventuelle.
- TM Down : test-match pour départager des égalités, ou toutes formes de Barrages ou de Tour final pour le maintien.

### Classements
| Ordre               | Saison  | Nom du club               | Niveau                    | Classement final          | Remarques                 |
| ------------------- | ------- | ------------------------- | ------------------------- | ------------------------- | ------------------------- |
| 1                   | 1926-27 | Ixelles SC                | Promotion (D3) série C    | 8e/14                     |                           |
| 2                   | 1927-28 | Ixelles SC                | Promotion (D3) série C    | 10e/14                    | Barrages!                 |
| 3                   | 1928-29 | Ixelles SC                | Promotion (D3) série B    | 13e/14                    | Relégué!                  |
| séries régionales   |         |                           |                           |                           |                           |
| 4                   | 1930-31 | Ixelles SC                | Promotion (D3) série B    | 12e/14                    |                           |
| 5                   | 1931-32 | Ixelles SC                | Promotion (D3) série B    | 14e/14                    | Relégué!                  |
| séries régionales   |         |                           |                           |                           |                           |
| 6                   | 1941-42 | R. Ixelles SC             | Promotion (D3) série C    | 4e/13                     |                           |
| 7                   | 1942-43 | R. Ixelles SC             | Promotion (D3) série D    | 6e/13                     |                           |
| 8                   | 1943-44 | R. Ixelles SC             | Promotion (D3) série D    | 3e/15                     |                           |
|                     | 1944-45 | Compétitions interrompues | Compétitions interrompues | Compétitions interrompues | Compétitions interrompues |
| 9                   | 1945-46 | R. Ixelles SC             | Promotion (D3) série C    | 3e/18                     |                           |
| 10                  | 1946-47 | R. Ixelles SC             | Promotion (D3) série C    | 11e/18                    |                           |
| 11                  | 1947-48 | R. Ixelles SC             | Promotion (D3) série B    | 7e/16                     |                           |
| 12                  | 1948-49 | R. Ixelles SC             | Promotion (D3) série A    | 11e/16                    |                           |
| 12                  | 1949-50 | R. Ixelles SC             | Promotion (D3) série C    | 11e/16                    |                           |
| 14                  | 1950-51 | R. Ixelles SC             | Promotion (D3) série A    | 9e/16                     |                           |
| 15                  | 1951-52 | R. Ixelles SC             | Promotion (D3) série B    | 15e/16                    | Relégué!                  |
| 16                  | 1952-53 | R. Ixelles SC             | Promotion série D         | 4e/16                     |                           |
| 17                  | 1953-54 | R. Ixelles SC             | Promotion série A         | 4e/16                     |                           |
| 18                  | 1954-55 | R. Ixelles SC             | Promotion série C         | 3e/16                     |                           |
| 19                  | 1955-56 | R. Ixelles SC             | Promotion série B         | 16e/16                    | Relégué!                  |
| séries provinciales |         |                           |                           |                           |                           |
| 20                  | 1961-62 | R. Ixelles SC             | Promotion série A         | 8e/16                     |                           |
| 21                  | 1962-63 | R. Ixelles SC             | Promotion série B         | 10e/16                    |                           |
| 22                  | 1963-64 | R. Ixelles SC             | Promotion série D         | 7e/16                     |                           |
| 23                  | 1964-65 | R. Ixelles SC             | Promotion série D         | 8e/16                     |                           |
| 24                  | 1965-66 | R. Ixelles SC             | Promotion série A         | 11e/16                    |                           |
| 25                  | 1966-67 | R. Ixelles SC             | Promotion série D         | 14e/16                    | Relégué!                  |
| séries provinciales |         |                           |                           |                           |                           |